# Kenjirō Ezoe
Kenjirō Ezoe (jap. 江添 建次郎 Ezoe Kenjirō; ur. 25 sierpnia 1982) – japoński piłkarz występujący na pozycji obrońcy.

## Kariera klubowa
Od 2005 do 2013 roku występował w klubach Cerezo Osaka, Kataller Toyama i Sagawa Printing.